# Уряд Габріеля Атталя
Уряд Габріеля Атталя (фр. Gouvernement Gabriel Attal) — сорок четвертий уряд П'ятої Французької Республіки, який було сформовано 9 січня 2024 року, після відставки Елізабет Борн з посади прем'єр-міністра.

## Передумови

### Закон про імміграцію
Наприкінці грудня 2023 року ухвалення законопроєкту про імміграцію, який став результатом угоди між урядом Елізабет Борн та консервативною партією «Республіканці», призвело до політичної кризи в правлячій коаліції Макрона, особливо після того, як деякі ліві міністри погрожували піти у відставку, якщо законопроєкт буде прийнято, що було розцінено як серйозне порушення колективної відповідальності, тоді як десятки пропрезидентських депутатів кинули виклик уряду, втримавшись або проголосувавши проти закону. Через кілька годин після ухвалення законопроєкту міністр охорони здоров'я Орельєн Руссо подав у відставку на знак протесту, а міністерка вищої освіти Сільві Ретайо також оголосила про свою відставку, але президент Макрон відмовився приймати її. Інші, такі як міністр-делегат з питань транспорту Клеман Бон, висловили свою опозицію проти законопроєкту, але не пішли у відставку.
Після кількох тижнів ажіотажу в ЗМІ щодо можливості урядових перестановок, 8 січня 2024 року Елізабет Борн подала заяву про відставку свого уряду президенту Емманюелю Макрону, який її прийняв. Наступного дня Габріель Атталь, який до того часу працював міністром національної освіти, був призначений прем'єр-міністром.

### Призначення Атталя
Напередодні призначення Габріеля Аттала прем'єр-міністром ЗМІ називали кількох політиків основними претендентами на посаду прем'єр-міністра: міністра оборони Себастьєна Лекорню, колишнього голову Національних зборів Рішара Феррана, колишнього міністра сільського господарства Жюльєна Денорманді та міністра екологічного переходу та територіальної єдності Крістофа Бешу.
За кілька годин до призначення, коли Атталь став найвірогіднішим кандидатом на посаду прем'єр-міністра, кілька відомих фігур оточення Макрона, такі як молодші партнери по коаліції Франсуа Байру (лідер партії МоДем) та Едуар Філіпп (лідер партії «Горизонти» та перший прем'єр-міністр Макрона у 2017—2020 роках) або такі міністри, як міністр внутрішніх справ Жеральд Дарманен і міністр економіки та фінансів Бруно ле Мер, як повідомляється, виступали проти вибору та намагалися вплинути на рішення президента.
До призначення на посаду прем'єр-міністра Атталь був найпопулярнішим міністром в уряді, згідно з даними опитувань. Після вступу на посаду Атталь став одночасно наймолодшим главою уряду в сучасній історії Франції та наймолодшим державним лідером у світі. Він також є першою відкрито ЛГБТ людиною, яка очолила французький уряд.

### Вибір урядових посад
Уряд Атталя був названий найбільш правим урядом з початку президентства Макрона: із 14 міністрів уряду, призначених 11 січня 2024 року Макроном і Атталем, 57 % є колишніми членами консервативних партій «Союз за народний рух»/«Республіканці». Щобільше, політики правої орієнтації залишаються очолювати найбільш важливі урядові портфелі, таких як міністерства внутрішніх справ, фінансів, оборони, праці, охорони здоров'я, культури та екології; політична конфігурація, яка розглядається як ознака повороту вправо.
Крім того, давні союзники Макрона та відомі ліві міністри минулого уряду Борн, Ріма Абдул Малак (культура), Клеман Бон (транспорт), Станіслас Геріні (державна служба) та Олів'є Веран (речник уряду), були звільнені в рамках перестановки.

## Склад

### Міністри
| Посада                                                                                | Міністр            | Початок терміну | Кінець терміну | Партія | Партія                    |
| ------------------------------------------------------------------------------------- | ------------------ | --------------- | -------------- | ------ | ------------------------- |
| Прем'єр-міністр                                                                       | Габріель Атталь    | 9 січня 2024    | чинний         |        | Відродження               |
| Міністр економіки, фінансів та промислового й цифрового суверенітету                  | Бруно ле Мер       | 11 січня 2024   | чинний         |        | Відродження               |
| Міністр внутрішніх справ та заморських територій                                      | Жеральд Дарманен   | 11 січня 2024   | чинний         |        | Відродження               |
| Міністерка праці, охорони здоров'я та солідарності                                    | Катрін Вотрен      | 11 січня 2024   | чинна          |        | Різні праві (безпартійна) |
| Міністерка національної освіти, молоді, спорту та Олімпійських і Паралімпійських ігор | Амелі Удеа-Кастера | 11 січня 2024   | чинна          |        | Відродження               |
| Міністр сільського господарства та продовольчого суверенітету                         | Марк Фено          | 11 січня 2024   | чинний         |        | МоДем                     |
| Міністерка культури                                                                   | Рашида Даті        | 11 січня 2024   | чинна          |        | Різні праві (безпартійна) |
| Міністр збройних сил                                                                  | Себастьян Лекорню  | 11 січня 2024   | чинний         |        | Відродження               |
| Міністр юстиції Хранитель печаток                                                     | Ерік Дюпон-Моретті | 11 січня 2024   | чинний         |        | безпартійний              |
| Міністр Європи та закордонних справ                                                   | Стефан Сежурне     | 11 січня 2024   | чинний         |        | Відродження               |
| Міністр екологічного переходу та територіальної єдності                               | Крістоф Бешу       | 11 січня 2024   | чинний         |        | Горизонти                 |
| Міністерка вищої освіти та досліджень                                                 | Сільві Ретайо      | 11 січня 2024   | чинна          |        | безпартійна               |

### Міністри-делегати
| Посада                                                                                        | Відповідальний міністр | Міністр        | Початок терміну | Кінець терміну | Партія | Партія      |
| --------------------------------------------------------------------------------------------- | ---------------------- | -------------- | --------------- | -------------- | ------ | ----------- |
| Міністерка-делегатка з питань демократичного оновлення Речниця уряду                          | Прем'єр-міністр        | Пріска Тевенно | 11 січня 2024   | чинна          |        | Відродження |
| Міністерка-делегатка, відповідальна за зв'язки з парламентом                                  | Прем'єр-міністр        | Марі Лебек     | 11 січня 2024   | чинна          |        | Відродження |
| Міністерка-делегатка з питань рівності між жінками та чоловіками та боротьби з дискримінацією | Прем'єр-міністр        | Аврора Берже   | 11 січня 2024   | чинна          |        | Відродження |